# 福貝爾斯村 (北達科他州)
福貝爾斯村（英語：Four Bears Village）是位於美國北達科他州麥肯齊縣的普查規定居民點。

## 人口
根據2020年美國人口普查的數據，福貝爾斯村的面積為2.65平方千米，皆為陸地。當地共有人口500人，而人口密度為每平方千米188.68人。